# AEW Battle of the Belts
AEW Battle of the Belts es un especial de televisión producido por All Elite Wrestling (AEW). El evento es uno de los cuatro episodios previstos en la serie Saturday Fight Night, que se emitirá trimestralmente en 2022.

## Fechas y lugares
| Evento                   | Fecha                 | Lugar                         | Estadio                      | Evento principal |
| ------------------------ | --------------------- | ----------------------------- | ---------------------------- | --- |
| Battle of the Belts      | 8 de enero de 2022    | Charlotte, Carolina del Norte | Bojangles Coliseum           | Dr. Britt Baker D.M.D vs. Riho |
| Battle of the Belts II   | 16 de abril de 2022   | Garland, Texas                | Curtis Culwell Center        | Thunder Rosa vs. Nyla Rose |
| Battle of the Belts III  | 6 de agosto de 2022   | Grand Rapids, Míchigan        | Van Andel Arena              | Claudio Castagnoli vs. Konosuke Takeshita                                                                                                   |
| Battle of the Belts IV   | 7 de octubre de 2022  | Washington, D.C               | Entertainment & Sports Arena | FTR (Cash Wheeler & Dax Harwood) vs. Gates Of Agony (Toa Liona & Kaun) (con Prince Nana)                                                    |
| Battle of the Belts V    | 6 de enero de 2023    | Portland, Oregón              | Veterans Memorial Coliseum   | Orange Cassidy vs. Kip Sabian |
| Battle of the Belts VI   | 7 de abril de 2023    | Kingston, Rhode Island        | Ryan Center                  | Lucha Bros (Penta El Zero M & Rey Fenix) (con Alex Abrahantes) vs. Powerhouse Hobbs & QT Marshall (con Aaron Solo)                          |
| Battle of the Belts VII  | 15 de julio de 2023   | Calgary, Alberta Canadá       | Calgary Stampede Saddledome  | Luchasaurus (con Christian Cage) vs. Shawn Spears                                                                                           |
| Battle of the Belts VIII | 21 de octubre de 2023 | Memphis Tennessee             | FedEx Forum                  | The Acclaimed (Anthony Bowens, Max Caster & Billy «Daddy Ass») vs. Daniel Garcia, Daddy Magic & Cool Hand Ang (Matt Menard & Angelo Parker) |
| Battle of the Belts IX   | 13 de enero de 2024   | Norfolk, Virginia             | Chartway Arena               | Orange Cassidy vs. Preston Vance |
| Battle of the Belts X    | 13 de abril de 2024   | Highland, Kentucky            | Truist Arena                 | Athena vs. Red Velvet |
| Battle of the Belts XI   | 27 de julio de 2024   | Arlington, Texas              | Esports Stadium Arlington    | Dustin Rhodes & The Von Erichs (Marshall & Ross) vs. The Undisputed Kingdom (Roderick Strong, Matt Taven & Mike Bennett)                    |
| Battle of the Belts XII  | 17 de octubre de 2024 | Stockton, California          | Adventist Health Arena       | Mariah May vs. Anna Jay |

## Producción
En mayo de 2021, All Elite Wrestling (AEW) re-negoció su acuerdo de transmisión con WarnerMedia que vería al programa de televisión insignia de AEW, Dynamite, pasar de TNT a TBS en enero de 2022, mientras que su otro programa principal, Rampage, permanecería en TNT. También como parte del trato, AEW acordó producir cuatro especiales de televisión trimestrales en TNT que tendrían lugar los sábados. El ejecutivo y luchador de AEW, Cody Rhodes, dijo que estos especiales serían similares a Clash of the Champions de Jim Crockett Promotions/World Championship Wrestling y los shows del Saturday Night's Main Event de la WWE, llamándolos súper eventos. El periodista de lucha libre Dave Meltzer informó que los especiales trimestrales serían programas de una hora, pero dijo que originalmente estaban planeados para ser más largos, y también que incluirían tarjetas de nivel de pago por evento.
El 24 de noviembre de 2021, el nombre de esta serie de especiales trimestrales se confirmó como Saturday Fight Night con el primer episodio titulado Battle of the Belts. El nombre "Battle of the Belts" proviene de un evento de la National Wrestling Alliance celebrado de 1985 a 1987 en el territorio de Florida de la empresa que fue operado por Eddie Graham.

## Ediciones

### Battle of the Belts
Battle of the Belts fue el primer especial de televisión producido por All Elite Wrestling, tuvo lugar el 8 de enero de 2022 en el Bojangles Coliseum en Charlotte, Carolina del Norte.

#### Resultados
- Sammy Guevara derrotó a Dustin Rhodes (con Arn Anderson) y ganó el Campeonato Interino TNT de AEW (16:15).
  - Guevara cubrió a Rhodes con un «Roll-Up».
  - Originalmente Cody Rhodes iba a defender su título ante Guevara, pero tuvo que ser reemplazado por Dustin debido a que se contagió de COVID-19.
- Ricky Starks derrotó a Matt Sydal y retuvo el Campeonato FTW (9:00).
  - Starks cubrió a Sydal después de un «Roshambo».
  - Después de la lucha, Starks y Powerhouse Hobbs atacaron a Sydal y Lee Moriarty, pero fueron detenidos por Dante Martin.
- Dr. Britt Baker D.M.D. (con Rebel & Jamie Hayter) derrotó a Riho y retuvo el Campeonato Mundial Femenino de AEW (12:47).
  - Baker forzó a Riho a rendirse con un «Lockjaw».
  - Durante la lucha Hayter y Rebel interfirieron a favor de Baker, pero el árbitro expulsó a Rebel de ringside.

### Battle of the Belts II
Battle of the Belts II fue el segundo especial de televisión de esta serie, tuvo lugar el 16 de abril de 2022 en el Curtis Culwell Center en Garland, Texas.

#### Resultados
- Sammy Guevara (con Tay Conti) derrotó a Scorpio Sky (con Ethan Page, Dan Lambert & Paige VanZant) y ganó el Campeonato TNT de AEW.
  - Guevara cubrió a Sky después de un «GTH».
  - Durante la lucha, Page, Lambert y VanZant interfirieron a favor de Sky, mientras que Conti interfirió a favor de Guevara.
- Jonathan Gresham derrotó a Dalton Castle (con The Boys) y retuvo el Campeonato Mundial Indiscutido de ROH.
  - Gresham forzó a Castle a rendirse con un «Octopus».
  - Después de la lucha, Jay Lethal, Sonjay Dutt y Satnam Singh atacaron a Castle, Gresham, Lee Moriarty & Matt Sydal, pero fueron detenidos por Samoa Joe.
- Thunder Rosa derrotó a Nyla Rose y retuvo el Campeonato Mundial Femenino de AEW.
  - Rosa cubrió a Rose con un «Roll-Up».

### Battle of the Belts III
Battle of the Belts III fue el tercer especial de televisión de esta serie, tuvo lugar el 6 de agosto de 2022 en el Van Andel Arena en Grand Rapids, Míchigan.

#### Resultados
- Wardlow derrotó a Jay Lethal (con Satnam Singh & Sonjay Dutt) y retuvo el Campeonato TNT de AEW.
  - Wardlow cubrió a Lethal después de un «Powerbomb Symphony».
  - Durante la lucha, Singh & Dutt interfirieron a favor de Lethal.
  - Después de la lucha, Lethal, Singh & Dutt atacaron a Wardlow.
- Thunder Rosa (con Toni Storm) derrotó a Jamie Hayter (con Dr. Britt Baker D.M.D. & Rebel) y retuvo el Campeonato Mundial Femenino de AEW.
  - Rosa cubrió a Hayter con un «Roll-Up».
  - Durante la lucha, Baker & Rebel interfirieron a favor de Hayter, mientras que Storm interfirió a favor de Rosa.
- Claudio Castagnoli derrotó a Konosuke Takeshita y retuvo el Campeonato Mundial Indiscutido de ROH.
  - Castagnoli cubrió a Takeshita después de un «Ricola Bomb».

### Battle of the Belts IV
Battle of the Belts IV fue el cuarto especial de televisión de esta serie y último de este año, tuvo lugar el 7 de octubre de 2022 en el Entertainment & Sports Arena en Washington, D.C.

#### Resultados
- PAC derrotó a Trent Beretta y retuvo el Campeonato Atlántico de AEW.
  - PAC cubrió a Beretta después de atacarlo con un martillo.
  - Después de la lucha, Orange Cassidy atacó a PAC.
- Jade Cargill (con Kiera Hogan & Leila Grey) derrotó a Willow Nightingale y retuvo el Campeonato TBS de AEW.
  - Cargill cubrió a Nightingale después de un «Jaded».
  - Después de la lucha, Vickie Guerrero confrontó a Cargill y Nyla Rose se robó el campeonato.
- FTR (Cash Wheeler & Dax Harwood) derrotaron a Gates Of Agony (Toa Liona & Kaun) (con Prince Nana) y retuvieron el Campeonato Mundial en Parejas de ROH.
  - Harwood cubrió a Kaun después de un «Backslide».
  - Durante la lucha, Nana interfirió a favor de Gates Of Agony
  - Después de la lucha, Gates Of Agony & Brian Cage atacaron a FTR, pero fueron detenidos por Wardlow & Samoa Joe.
  - El Campeonato Mundial en Parejas de la AAA y el Campeonato en Parejas de la IWGP de FTR no estuvieron en juego.

### Battle of the Belts V
Battle of the Belts V fue el quinto especial de televisión de esta serie y el primero del año 2023, tuvo lugar el 6 de enero de 2023 en el Veterans Memorial Coliseum en Portland, Oregón.

#### Resultados
- The Acclaimed (Anthony Bowens & Max Caster) (con Billy) derrrotaron a Jeff Jarrett & Jay Lethal (con Sonjay Dutt & Satnam Singh) en un No Holds Barred Match y retuvieron el Campeonato Mundial en Parejas de AEW.
  - Caster cubrió a Lethal después de un «Mic Drop».
- Jade Cargill (con Leila Grey & Red Velvet) derrotó a Skye Blue y retuvo el Campeonato TBS de AEW.
  - Cargill cubrió a Blue después de un «Jaded».
  - Durante la lucha, Red Velvet interfirió a favor de Cargill.
- Orange Cassidy (con Danhausen) derrotó a Kip Sabian (con Penelope Ford & The Bunny) y retuvo el Campeonato Atlántico de AEW.
  - Cassidy cubrió a Sabian después de un «Beach Break».
  - Durante la lucha, Danhausen interfirió a favor de Cassidy; mientras que Ford & The Bunny interfieron a favor de Sabian, pero fueron expulsadas por el árbitro.

### Battle of the Belts VI
Battle of the Belts VI fue el sexto especial de televisión de esta serie y el segundo del año 2023, tuvo lugar el 7 de abril de 2023 en el Ryan Center en Kingston, Rhode Island.

#### Resultados
- Orange Cassidy derrotó a Dralístico (con José The Assistant) y retuvo el Campeonato Internacional de AEW.
  - Cassidy cubrió a Dralístico después de un «Orange Punch».
  - Durante la lucha, José y Rush interfirieron a favor de Dralístico, mientras que Best Friends lo hizo a favor de Cassidy.
  - Después de la lucha, Buddy Matthews confrontó a Cassidy.
- Jade Cargill (con Leila Grey) derrotó a Billie Starkz y retuvo el Campeonato TBS de AEW.
  - Cargill cubrió a Starkz después de un «Jaded».
  - Después de la lucha, Taya Valkyrie confrontó a Cargill.
- Lucha Bros (Penta El Zero M & Rey Fenix) (con Alex Abrahantes) derrotaron a Powerhouse Hobbs & QT Marshall (con Harley Cameron) y retuvieron el Campeonato Mundial en Parejas de ROH.
  - Fenix cubrió a Marshall con un «Roll-Up».
  - Durante la lucha, Cameron interfirió a favor de Hobbs & Marshall, mientras que Abrahantes lo hizo a favor de Lucha Bros.

### Battle of the Belts VII
Battle of the Belts VII fue el séptimo especial de televisión de esta serie y el tercero del año 2023, tuvo lugar el 15 de julio de 2023, desde el Calgary Stampede Saddledome en Calgary, Alberta, Canadá.

#### Resultados
- Orange Cassidy derrotó a Lance Archer (con Jake Roberts) y retuvo el Campeonato Internacional de AEW.
  - Cassidy ganó la lucha después que Archer no llegara al ring luego de la cuenta de 10.
  - Durante la lucha, Roberts interfirió a favor de Archer.
- Toni Storm (con Ruby Soho) derrotó a Taya Valkyrie y retuvo el Campeonato Mundial Femenino de AEW.
  - Storm cubrió a Valkyrie después de un «Storm Zero».
  - Durante la lucha, Soho interfirió a favor de Storm.
- Luchasaurus (con Christian Cage) derrotó a Shawn Spears y retuvo el Campeonato TNT de AEW.
  - Luchasaurus cubrió a Spears después de un «Lariat».
  - Durante la lucha, Cage interfirió a favor de Luchasaurus.

### Battle of the Belts VIII
Battle of the Belts VIII fue el octavo especial de televisión de esta serie y el cuarto del año 2023, tuvo lugar el 21 de octubre de 2023, desde el FedEx Forum en Memphis, Tennessee.

#### Resultados
- Orange Cassidy derrotó a John Silver y retuvo el Campeonato Internacional de AEW.
  - Cassidy cubrió a Silver después de un «Orange Punch».
- Samoa Joe derrotó a Tony Nese (con Mark Sterling) y retuvo el Campeonato Mundial Televisivo de ROH.
  - Joe cubrió a Nese después de un «Muscle Buster».
- Kris Statlander derrotó a Willow Nightingale y retuvo el Campeonato TBS de AEW.
  - Statlander cubrió a Nightingale después de un «450 Splash».
- The Acclaimed (Anthony Bowens, Max Caster & Billy «Daddy Ass») derrotaron a Daniel Garcia, Daddy Magic & Cool Hand Ang (Matt Menard & Angelo Parker) y retuvieron el Campeonato Mundial de Tríos de AEW.
  - Caster cubrió a Garcia después de un «Iconoclasm».

### Battle of the Belts IX
Battle of the Belts IX fue el noveno especial de televisión de esta serie y el primero del año 2024, tuvo lugar el 13 de enero de 2024, desde el Chartway Arena en Norfolk, Virginia.

#### Resultados
- Ricky Starks & Big Bill derrotaron a Le Sex Gods (Chris Jericho & Sammy Guevara) en un Street Fight y retuvieron el Campeonato Mundial en Parejas de AEW.
  - Starks cubrió a Guevara después que fallara un «Swanton Bomb».
  - Durante la lucha, Powerhouse Hobbs interfirió a favor de Starks & Bill.
- Julia Hart derrotó a Anna Jay y retuvo el Campeonato TBS de AEW.
  - Hart forzó a Jay a rendirse con un «Hartless Hold».
- Orange Cassidy derrotó a Preston Vance (con José The Assistant) y retuvo el Campeonato Internacional de AEW.
  - Cassidy cubrió a Vance después de un «Beach Break»
  - Antes de la lucha, The Undisputed Kingdom entró a presenciar el combate.
  - Después de la lucha, The Undisputed Kingdom atacó a Vance & José y Roderick Strong confrontó a Cassidy.

### Battle of the Belts X
Battle of the Belts X fue el décimo especial de televisión de esta serie y el segundo del año 2024, tuvo lugar el 13 de abril de 2024, desde el Truist Arena en Highland Heights, Kentucky.

#### Resultados
- Hook derrotó a Shane Taylor y retuvo el Campeonato de FTW.
  - Hook dejó inconsciente a Taylor con un «Redrum».
- Roderick Strong (con Matt Taven, Mike Bennett & Wardlow) derrotó a Rocky Romero.
  - Strong cubrió a Romero después de un «Backstubber».
  - Durante la lucha, Wardlow interfirió a favor de Strong.
  - Después de la lucha, The Undisputed Kingdom atacó a Romero, pero fue detenido por Kyle O'Reilly y posteriormente es atacado por Strong.
- Athena derrotó a Red Velvet y retuvo el Campeonato Mundial Femenino de ROH.
  - Athena cubrió a Red Velvet después de un «O-Face».
  - Después de la lucha, Athena y Billie Starkz atacaron a Red Velvet, pero fueron detenidas por Queen Aminata.

### Battle of the Belts XI
Battle of the Belts XI fue el undécimo especial de televisión de esta serie y el tercero del año 2024 y tuvo lugar el 27 de julio de 2024 desde el Esports Stadium Arlington en Arlington, Texas.

#### Resultados
- «Timeless» Toni Storm derrotó a Taya Valkyrie.
  - Storm cubrió a Valkyrie después de un «Storm Zero».
  - Si Valkyrie ganaba obtendriá una oportunidad por el Campeonato Mundial Femenino de AEW.
- Willow Nightingale derrotó a Deonna Purrazzo.
  - Nightingale cubrió a Purrazzo después de un «Doctor Boom».
  - El Campeonato Mundial Femenil del CMLL de Nightingale no estuvo en juego.
- Dustin Rhodes & The Von Erichs (Marshall & Ross Von Erich) derrotaron a The Undisputed Kingdom (Roderick Strong, Matt Taven & Mike Bennett) y ganaron el vacante Campeonato Mundial en Parejas de Seis Hombres de ROH.
  - Rhodes cubrió a Taven después de un «Curtain Call».
  - Durante la lucha, Katsuyori Shibata interfirió a favor de Rhodes & The Von Erichs.

### Battle of the Belts XII
Battle of the Belts XI fue el duodécimo especial de televisión de esta serie y el cuarto del año 2024 y tuvo lugar el 17 de octubre de 2024 desde el Adventist Health Arena en Stockton, California.

#### Resultados
- Blackpool Combat Club (Claudio Castagnoli & Wheeler Yuta) y PAC (con Jon Moxley & Marina Shafir) derrotaron a The Dark Order (Evil Uno, Alex Reynolds & John Silver) y retuvieron el Campeonato Mundial de Tríos de AEW.
  - Castagnoli forzó a Reynolds a rendirse con un «Sharpshooter».
  - Después de la lucha, Blackpool Combat Club continuó atacando a The Dark Order, pero fueron detenidos por Daniel Garcia, Private Party (Isiah Kassidy & Marq Quen), Action Andretti, Top Flight (Dante Martin & Darius Martin) y Orange Cassidy.
- Kazuchika Okada derrotó a Kyle O'Reilly y retuvo el Campeonato Continental de AEW.
  - Okada cubrió a O'Reilly después de un «Rainmaker».
- Don Callis Family (Brian Cage & Lance Archer) derrotaron a Jack Cartwheel & Jon Cruz.
  - Cage cubrió a Cruz después de un «Blackout».
- Anna Jay derrotó a Mariah May y ganó una oportunidad por el Campeonato Mundial Femenino de AEW.
  - Jay cubrió a May con un «Roll-up».
  - El Campeonato Mundial Femenino de AEW de May no estuvo en juego.